# Emma Coolen
Emma Coolen (Son, 24 oktober 1993) is een Nederlands oud-voetbalster. Ze heeft op 13 oktober de voetbalschoenen opgehangen. Haar laatste voetbal club was SC Woezik, voorheen ze speelde ook voor KSK Heist en KRC Genk Ladies.

## WK Vrouwen 2019
Ze was niet geselecteerd voor de selectie van Sarina Wiegman die met de Oranje Leeuwinnen naar het toernooi ging, maar ze was wel de officiële teamreporter voor de Leeuwinnen tijdens het toernooi.

## Clubcarrière
Coolen maakte in januari van 2020 de overstap van KRC Genk naar SC Woezik.
Op 13 oktober 2020 maakte ze een einde aan haar voetbalcarrière.